# Roy William Neill
Pour les articles homonymes, voir Roy, William et Neill.
Roy William Neill, de son vrai nom Roland de Gostrie, est un producteur de cinéma et réalisateur américain né le 4 septembre 1887 sur un bateau proche des côtes d'Irlande (son père était capitaine de vaisseau) et mort le 14 décembre 1946 à Londres en Angleterre (Royaume-Uni) à la suite d'une rupture d'anévrisme. Il utilisa parfois d'autres noms tels que R. William Neill ou Roy Neill.

## Biographie
Roy William Neill, entre dans l'industrie du film en 1915 comme assistant de Thomas H. Ince et un an plus tard en tant qu'acteur dans Un coin dans Colleens (A corner in Colleens) dirigé par Charles Miller (1916). Par la suite, il prend plaisir à participer en tant qu'acteur à plus de 40 films muets en noir et blanc.
Il devient l'un des plus importants réalisateur au début des années 1930. Puis après quelques difficultés à Hollywood, il se rend en Angleterre en 1935 et passe trois années à travailler pour les studios Gainsborough et plus tard pour le national de Warner-Bros-First.
Neill revint aux États-Unis pendant la guerre. À partir de 1941, il travaille  pour Universal, où il est remarqué pour son film policier à petit budget Les Yeux des bas-fonds (en) (Eyes of the Underworld). Il se consacre ensuite à la réalisation des adaptations de Sherlock Holmes et notamment Sherlock Holmes et l'Arme secrète.
Il a réalisé plus de 100 films au cours de sa carrière.

## Projet de film repris par Hitchcock
En 1936, les studios de Gainsborough achètent les droits du roman d'Ethel Lina White The Wheel Spins et en confient l'adaptation à Sidney Gilliat, qui l'intitule Lost Lady.
Pour les besoins du film, Neill et son assistant Fred Gunn partent effectuer les repérages en Yougoslavie. Au cours de leur recherche, Gunn se casse malheureusement une cheville. La police récupère à cette occasion le manuscrit du film et trouve à l’intérieur des notes comparant sans équivoque et avec beaucoup de dérision, le défilé des troupes yougoslaves et la parade d’un troupeau d’oies, du fait de la démarche habituelle des soldats. Neill et ses compagnons sont expulsés et mettent un terme au projet.
Un an plus tard, Alfred Hitchcock réécrit le scénario et réalise en studio un film sorti en Angleterre le 1er novembre 1938 : Une femme disparaît (The Lady Vanishes).

## Filmographie partielle

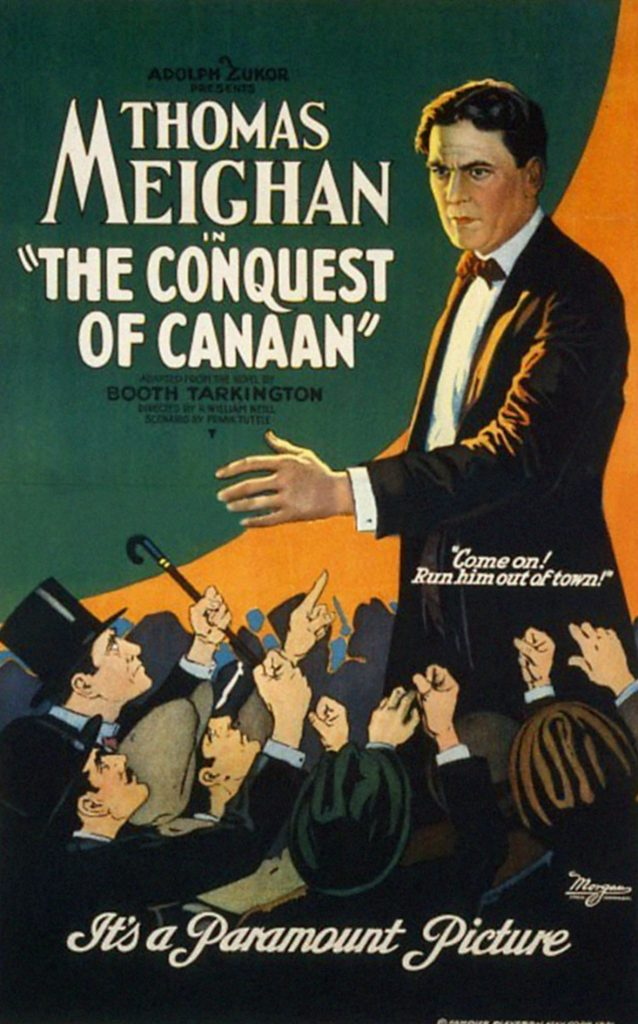
Affiche du film The Conquest of Canaan (1921).

### Années 1920
- 1918 : Vive la France !
- 1920 : Yes or No ?
- 1921 : The Idol of the North
- 1921 : The Conquest of Canaan (en)
- 1922 : Le Foyer en péril (What's Wrong with the Women?)
- 1925 : Le Séducteur (The Kiss Barrier)
- 1925 : La Merveilleuse Aventure (Marriage in Transit)
- 1926 : The Fighting Buckaroo
- 1928 : Cleopatra
- 1928 : Les Vikings (The Viking)
- 1928 : The Virgin Queen
- 1929 : Wall Street

### Années 1930
- 1931 : The Avenger
- 1931 : The Good Bad Girl
- 1932 : The Menace

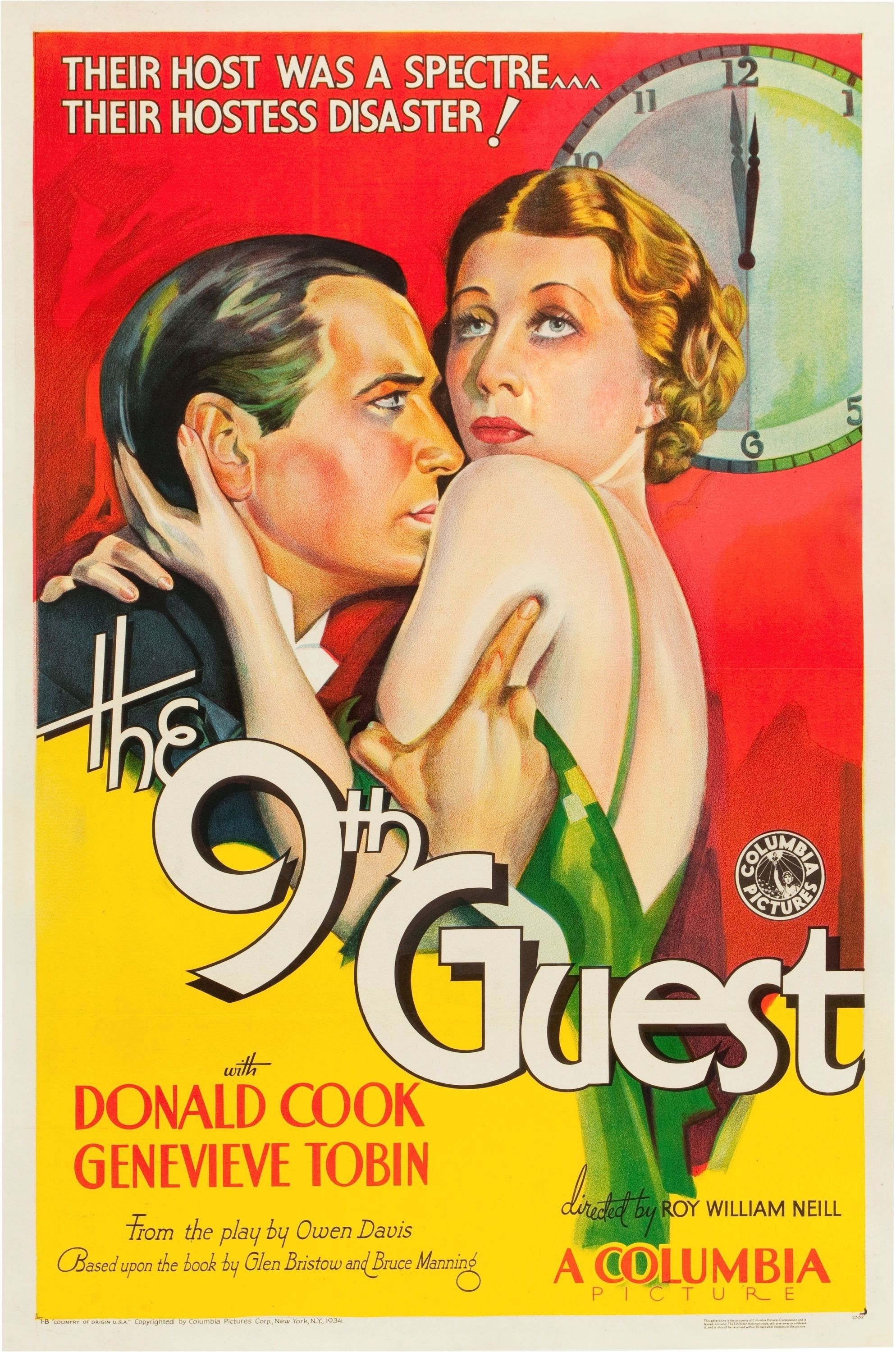
Affiche de The Ninth Guest (1934).

- 1933 : Les As du reportage (Above the Clouds)
- 1934 : Black Moon
- 1934 : Jalousie (en) (Jealousy)
- 1934 : The Ninth Guest
- 1935 : The Lone Wolf Returns
- 1936 : Le Baron Gregor (The Black Room)
- 1937 : Gypsy
- 1937 : Doctor Syn
- 1938 : Quiet Please
- 1938 : The Viper
- 1938 : Simply Terrific
- 1938 : Double or Quits
- 1938 : Thank Evans
- 1938 : Many Tanks Mr. Atkins
- 1938 : Everything Happens to Me
- 1939 : A Gentleman's Gentleman
- 1939 : Murder Will Out

### Années 1940
- 1940 : His Brother's Keeper
- 1940 : Hoots Mon
- 1940 : The Good Old Days
- 1942 : Les Yeux des bas-fonds (en) (Eyes of the Underworld)
- 1942 : Madame Spy
- 1942 : Sherlock Holmes et l'Arme secrète (Sherlock Holmes and the Secret Weapon)
- 1942 : Frankenstein rencontre le loup-garou (Frankenstein Meets the Wolf Man)
- 1943 : Sherlock Holmes à Washington (Sherlock Holmes in Washington)
- 1943 : Échec à la mort (Sherlock Holmes Faces Death)
- 1944 : La Femme aux araignées (The Spider Woman)
- 1944 : La Griffe sanglante (The Scarlet Claw)
- 1944 : La Perle des Borgia (The Pearl of Death)
- 1944 : La Fière Tzigane (Gypsy Wildcat)
- 1945 : La Maison de la peur (Sherlock Holmes and the House of Fear)
- 1945 : La Femme en vert (The Woman in Green)
- 1945 : Mission à Alger (Pursuit to Algiers)
- 1946 : Le Train de la mort (Terror by Night)
- 1946 : La Clef (Dressed to Kill)
- 1946 : L'Ange noir (Black Angel)